# ソディの6球連鎖

図1：ソディの6球連鎖の説明図。「外球（灰）に内接し、互いに接する2つの球（赤、橙）の周りを取り巻く球（緑）の連鎖数は、常に6となる」

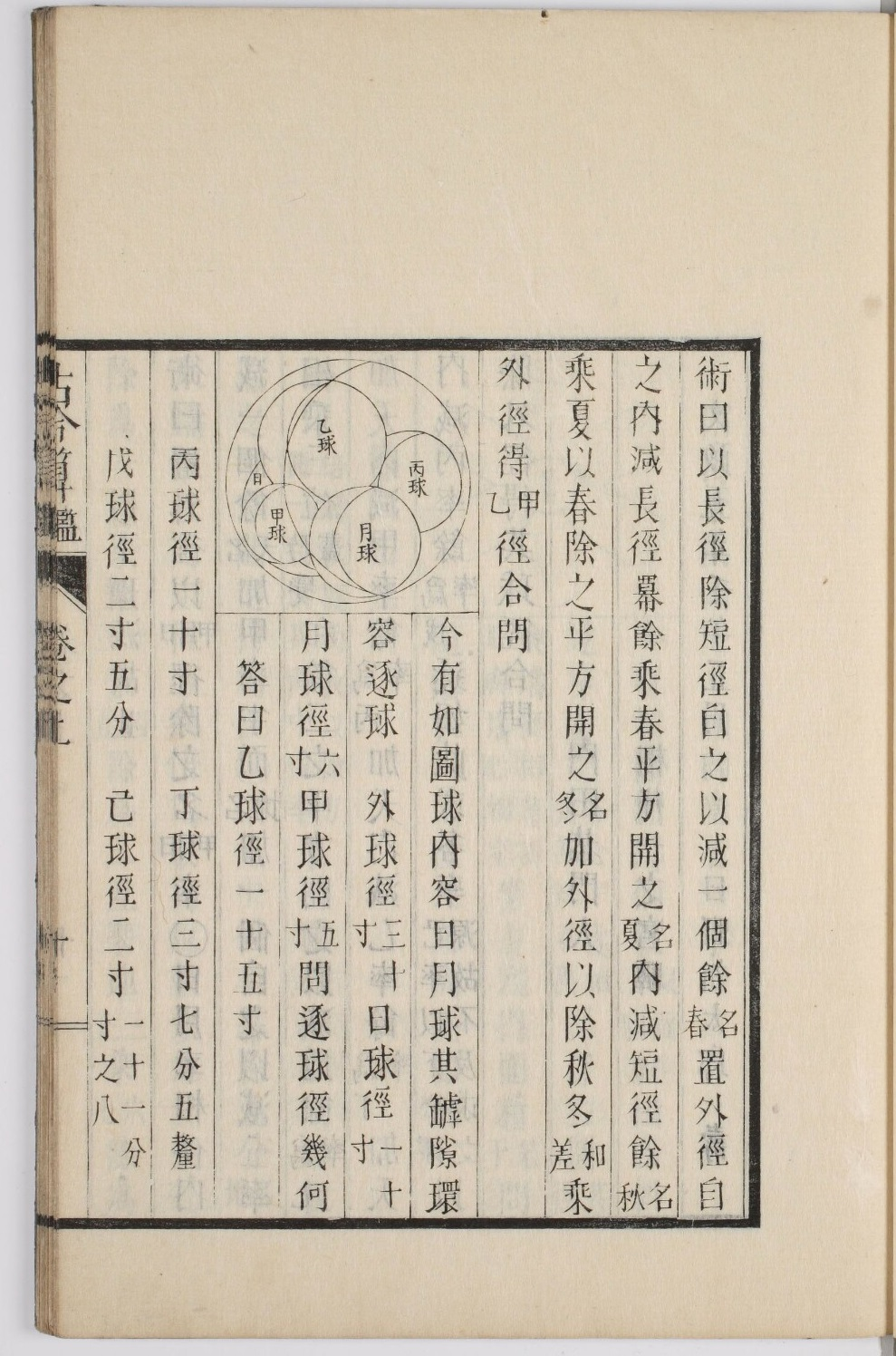
和算書『古今算鑑』にあるソディの6球連鎖に関連する問題

ソディの6球連鎖（ソディのろくきゅうれんさ、英: Soddy's hexlet）とは、イギリスの化学者フレデリック・ソディが1936年に学術雑誌ネイチャーに発表した、幾何学の定理に現れるネックレス状の球の連鎖である。6球連鎖の定理の主張によれば、外球 O0に内接し、かつ互いに接している2つの核球 O1, O2があるとき、O0に内接し、O1, O2と外接し、隣同士が外接する球の連鎖数は常に6となる。また、連鎖する6球 S1, …, S6の半径をr1, …, r6とする場合、それらは
{\displaystyle {\frac {1}{r_{1}}}+{\frac {1}{r_{4}}}={\frac {1}{r_{2}}}+{\frac {1}{r_{5}}}={\frac {1}{r_{3}}}+{\frac {1}{r_{6}}}}
という関係を満たす。なお、同じ内容がそれより110年以上も前の1822年に、日本の入澤新太郎博篤によって既に算額の問題として取り上げられ解かれた。この算額は相模国（神奈川県）の寒川神社に奉納され、現在は復元された算額が寒川神社の方徳資料館に保管されている。

## 定理の証明

### 反転の性質

円に関する反転でPとP'は互いに写りあう。ここに、OPとOP'の長さの幾何平均は円の半径である。球に関する反転も同様に定義される。

定理の証明には、球に関して鏡像を取る反転を用いるのが易しい。一般に、中心 O、半径 Rの球に関する反転では、点 Pの写る先は、半直線 OP上の点であって、OP×OP'=R2を満たす点 P'である。この定義では、球の中心 Oの写る先が決められないが、便宜上、仮想的な無限遠点とOが互いに写りあうものとすれば、反転は1対1の写像であり、逆写像は自分自身である。
6球連鎖の定理を示すには、いくつかの反転の性質に着目しておく必要がある。まず、球は反転によってやはり球となる。ただし、Oを通る球は平面となる。反転は1対1の写像であるから、接する2球は反転しても接している。ただし、Oで接する2球は、反転すると平行な2平面となる。平面は「半径が無限大の球」であり、平行な2平面は「無限遠点で接する」と解釈すれば、平面を特別扱いする必要はない。

### 反転による証明

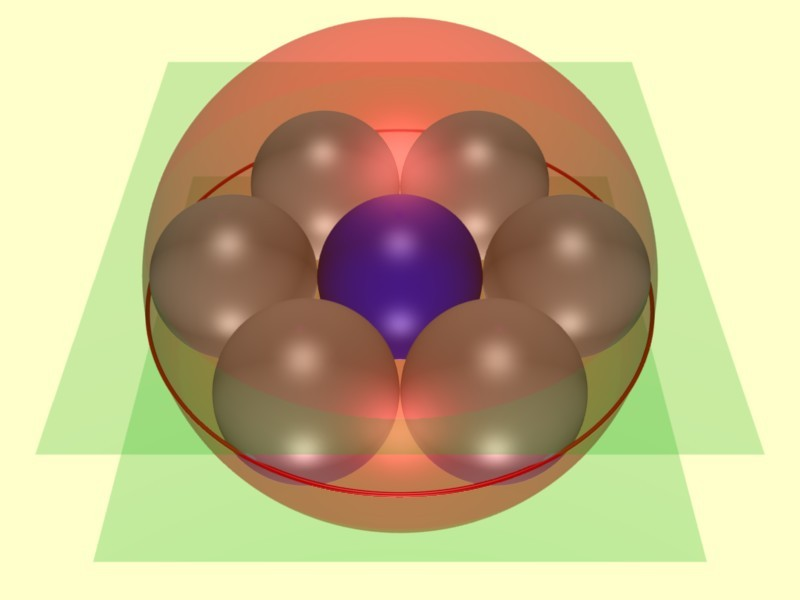
図2: 反転された6球連鎖

2つの核球 O1とO2の接点を中心とする適当な半径（例えば1）の球に関する反転を考える。まず、2つの核球は平行な2平面 O'1, O'2となる（図2では緑色）。外球 O0および連鎖球 S1, …, Sxは、O1, O2の両方と接するから、反転するとO'1, O'2に接し、2平面間の距離を直径とする同一半径の球 O'0, S'1, …, S'xとなる。互いに接する関係を考慮すると、O0'（図2の青球）を中心とし、S1', …, Sx'に周りを囲まれた状態となることが分かる。これよりxは6しかあり得ず、元の連鎖数も6ということになる。また、反転によって球の半径がどのように変化するかを調べることにより、冒頭の関係式も示せる。

## 6球連鎖の性質

図3:一組の外球と核球に対して「ソディの6球連鎖」は無数に存在する。中央の赤球は、図2の赤球を反転させたもので、固定である。

この証明により、6球連鎖を具体的に得る方法も分かる。反転世界における6球を与え、それを反転させれば元の世界の6球連鎖を得る。反転世界における6球の配置により、異なる6球連鎖が得られる。つまり、1組の外球と核球2つに対して「ソディの6球連鎖」の条件を満たす解は無数に存在し、連鎖球の1つを任意に与えれば、残りの5球はただ一通りに定まる。
連鎖する6球の軌跡はデュパンのサイクライドとなる。デュパンのサイクライドは1803年にガスパール・モンジュの弟子シャルル・デュパンが発表したものであり、ソディの6球連鎖定理より早い。
ソディの6球の中心は同一平面上にあり、その平面での断面は、シュタイナーの円鎖となる（ただしシュタイナーの円鎖は6以外でも作図可能）。

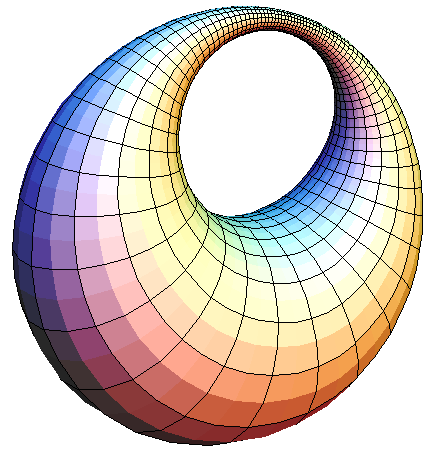
デュパンのサイクライド
シュタイナーの円鎖

## 寒川神社の算額

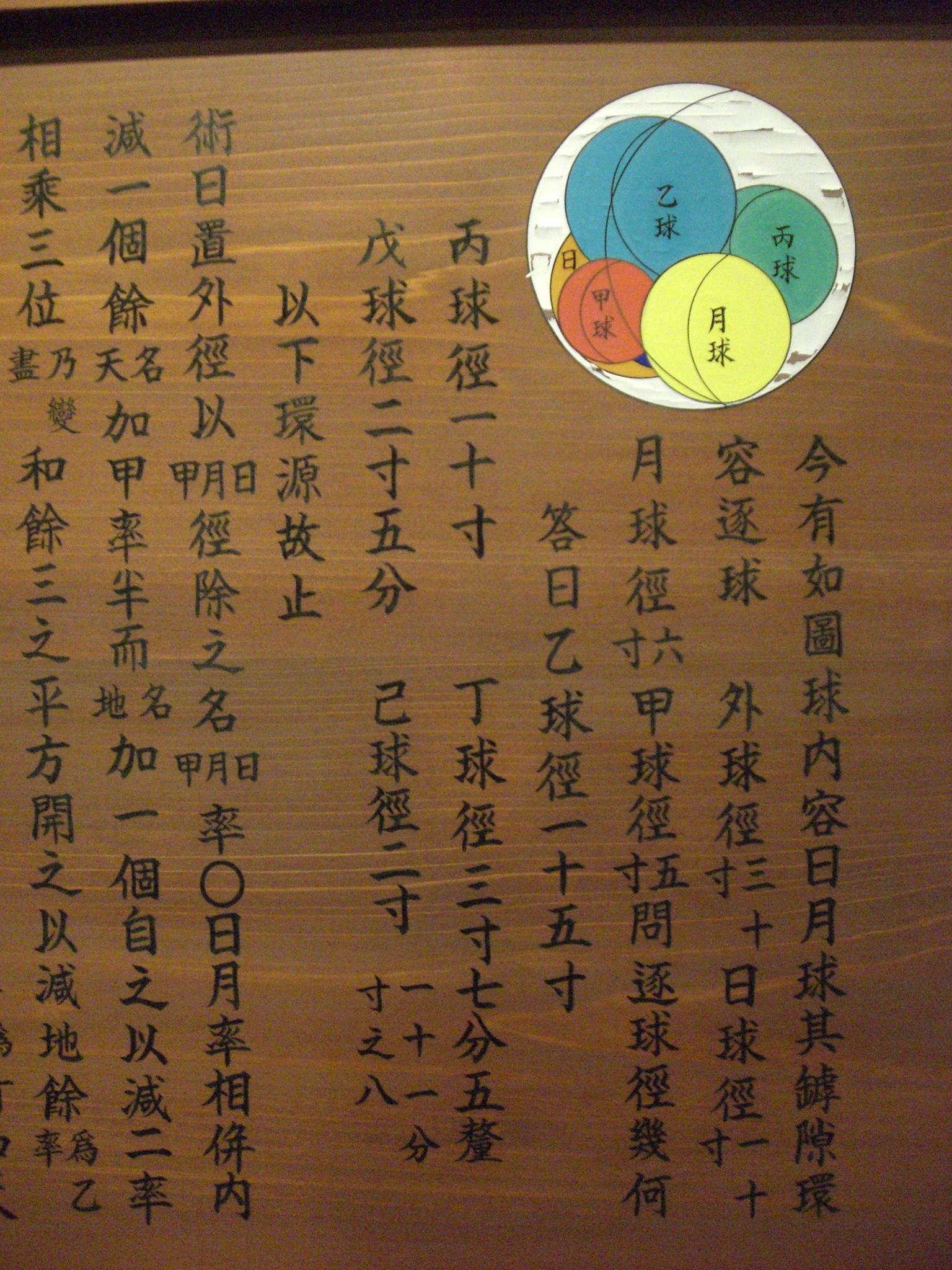
寒川神社の方徳資料館に奉納されているソディの6球連鎖の算額。原文は「今有如圖球内容日月球其罅隙環／容遂球　外球徑三十寸日球徑一十寸／月球徑六寸甲球徑五寸間遂球徑幾何／答曰乙球徑一十五寸／丙球徑一十寸　　丁球徑三寸七分五釐／戊球徑二寸五分　己球徑二寸一十一分寸之八」である。

円や多角形、球や多面体が接する図形についての解析は、和算家の最も得意とする分野のひとつであり、西洋とは独立に、しばしば先に発見を成し遂げている。6球連鎖に関する算額は、文政5年（1822年）に、内田五観門下の入澤新太郎博篤によって相模国の寒川神社に奉納された。この算額は現存しないが、内田の算額集『古今算鑑』（天保3年（1832年））に収録されており、それを元に復元された算額が寒川神社方徳資料館に保管されている。
入澤の算額は3題から成り、そのひとつが6球連鎖に関するもので「外球の直径が30寸、核球の直径がそれぞれ10寸と6寸、連鎖球のひとつの直径が5寸であるとき、残りの球の直径を問う」というものであった。答は順に15寸、10寸、3寸7分5厘、2寸5分、2寸と11分の8寸となる。
解答では、球の直径を計算する方法が記されており、現代的な記法では以下のような公式が与えられていると見なせる。外球の直径を、核球、連鎖球の直径で割った比率をそれぞれa1, a2, c1, …, c6とする。c2, …, c6をa1, a2, c1で表したい。
{\displaystyle K={\sqrt {3\left(a_{1}a_{2}+a_{2}c_{1}+c_{1}a_{1}-\left({\frac {a_{1}+a_{2}+c_{1}+1}{2}}\right)^{2}\right)}}}
とおくと、
{\displaystyle {\begin{aligned}c_{2}&=(a_{1}+a_{2}+c_{1}-1)/2-K\\c_{3}&=(3a_{1}+3a_{2}-c_{1}-3)/2-K\\c_{4}&=2a_{1}+2a_{2}-c_{1}-2\\c_{5}&=(3a_{1}+3a_{2}-c_{1}-3)/2+K\\c_{6}&=(a_{1}+a_{2}+c_{1}-1)/2+K\end{aligned}}}
が成り立つ。これより、c1+c4=c2+c5=c3+c6であるから、再び冒頭の関係式を得る。